# Бабаново (Ленинградская область)
Баба́ново — деревня Шумского сельского поселения Кировского района Ленинградской области.

## История
Деревня Бобанова упоминается на карте Санкт-Петербургской губернии Ф. Ф. Шуберта 1834 года.

БАБАНОВО — деревня дочери надворного советника Елены Гарднер и князей Мышецких, число жителей по ревизии: 65 м. п., 65 ж. п. (1838 год)

На картах Ф. Ф. Шуберта 1844 года и С. С. Куторги 1852 года обозначена как деревня Бобаново.

БАБАНОВО — деревня полковницы Кознаковой, по просёлочной дороге, число дворов — 19, число душ — 56 м. п. (1856 год)

БАБАНОВО — деревня владельческая при реке Тяшеве, число дворов — 20, число жителей: 76 м. п., 78 ж. п. (1862 год)

В 1867 году временнообязанные крестьяне деревни выкупили свои земельные наделы у В. Г. Казнакова и стали собственниками земли.
Согласно материалам по статистике народного хозяйства Новоладожского уезда 1891 года, имение при селении Бабаново с пустошью площадью 1680 десятин принадлежало купцу С. М. Торшилову, имение было приобретено частями в 1878—1887 годах за 8650 рублей.
В конце XIX века деревня административно относилась к Шумской волости 1-го стана Новоладожского уезда Санкт-Петербургской губернии, в начале XX века — 4-го стана.
Согласно военно-топографической карте Петроградской и Новгородской губерний издания 1915 года деревня называлась Бобаново.
Согласно данным переписи населения СССР 1926 года в деревне Бобаново Войпальского сельсовета Шумской волости Волховского уезда проживали 187 человек — все русские.
По данным 1933 года деревня называлась Бабаново и входила в состав Шумского сельсовета Мгинского района.

План деревни Бабаново. 1941 год

Согласно топографической карте РККА 1941 года деревня насчитывала 40 дворов. В центре деревни находилась часовня.
По данным 1966 и 1973 годов деревня Бабаново находилась в подчинении Шумского сельсовета Волховского района.
По данным 1990 года деревня Бабаново входила в состав Шумского сельсовета Кировского района.
В 1997 году в деревне Бабаново Шумской волости проживали 7 человек, в 2002 году — 12 человек (русские — 75 %).
В 2007 году в деревне Бабаново Шумского СП проживали 2 человека, в 2010 году — 14.

## География
Деревня расположена в восточной части района на автодороге 41К-531 (Канзы — 84 км автодороги Кола).
Расстояние до административного центра поселения — 8 км.
Расстояние до ближайшей железнодорожной станции Войбокало — 7 км.
Деревня находится на правом берегу реки Тящевки.
Граница деревни проходит по землям запаса, по реке Тящевка и по землям сельскохозяйственного назначения.

## Демография
| 1838 | 1862 | 1997 | 2007 | 2010 | 2011 | 2017 |
| ---- | ---- | ---- | ---- | ---- | ---- | ---- |
| 130  | ↗154 | ↘7   | ↘2   | ↗14  | ↘5   | ↗10  |

## Инфраструктура
По данным администрации за 2011 год деревня насчитывала 36 домов.

## Улицы
Новостроя.